# Viático

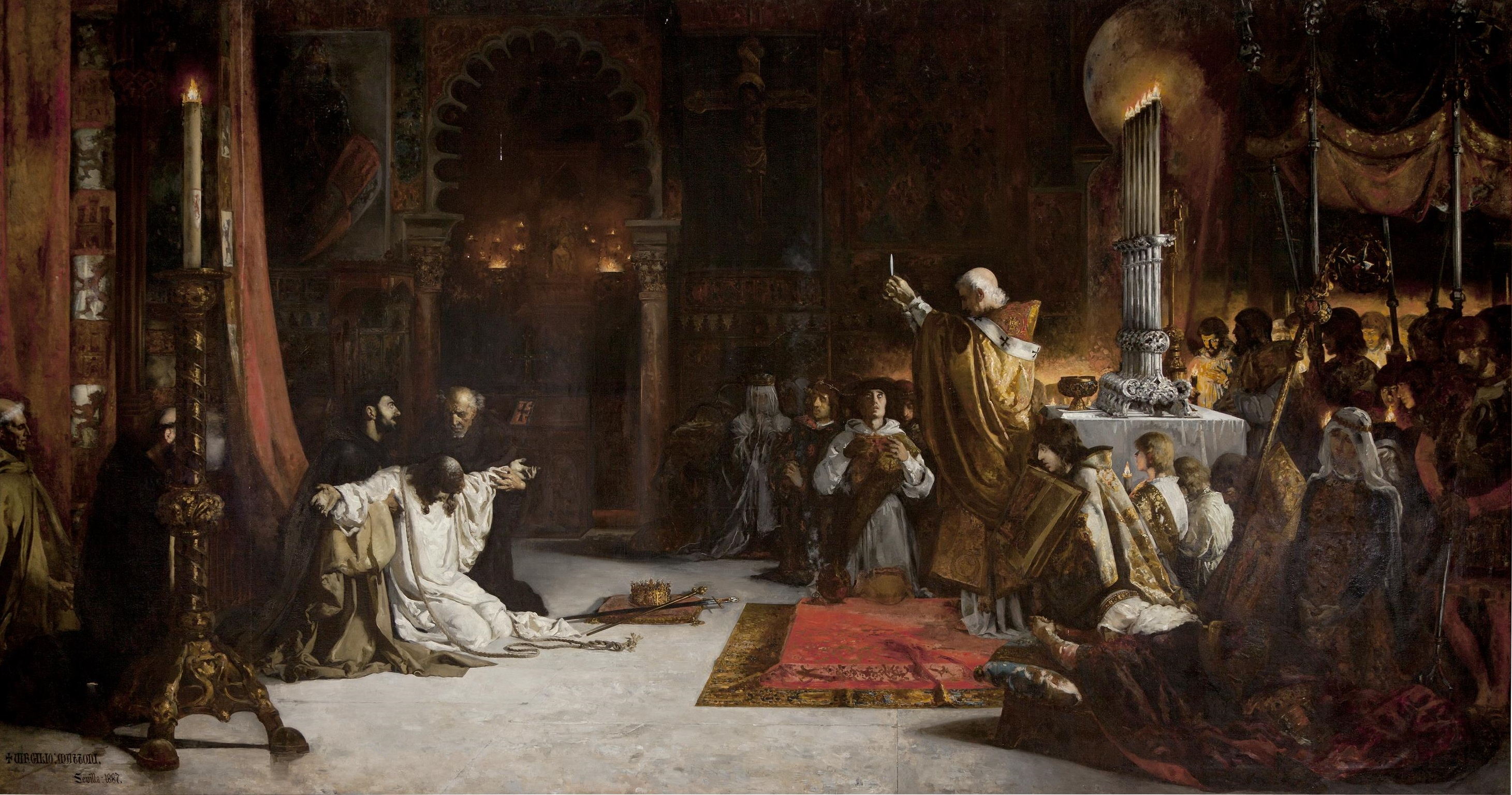
Las postrimerías de Fernando III el Santo, obra de Virgilio Mattoni. (1887), conservado en el Real Alcázar de Sevilla. La pintura muestra la última comunión del rey Fernando III de Castilla.

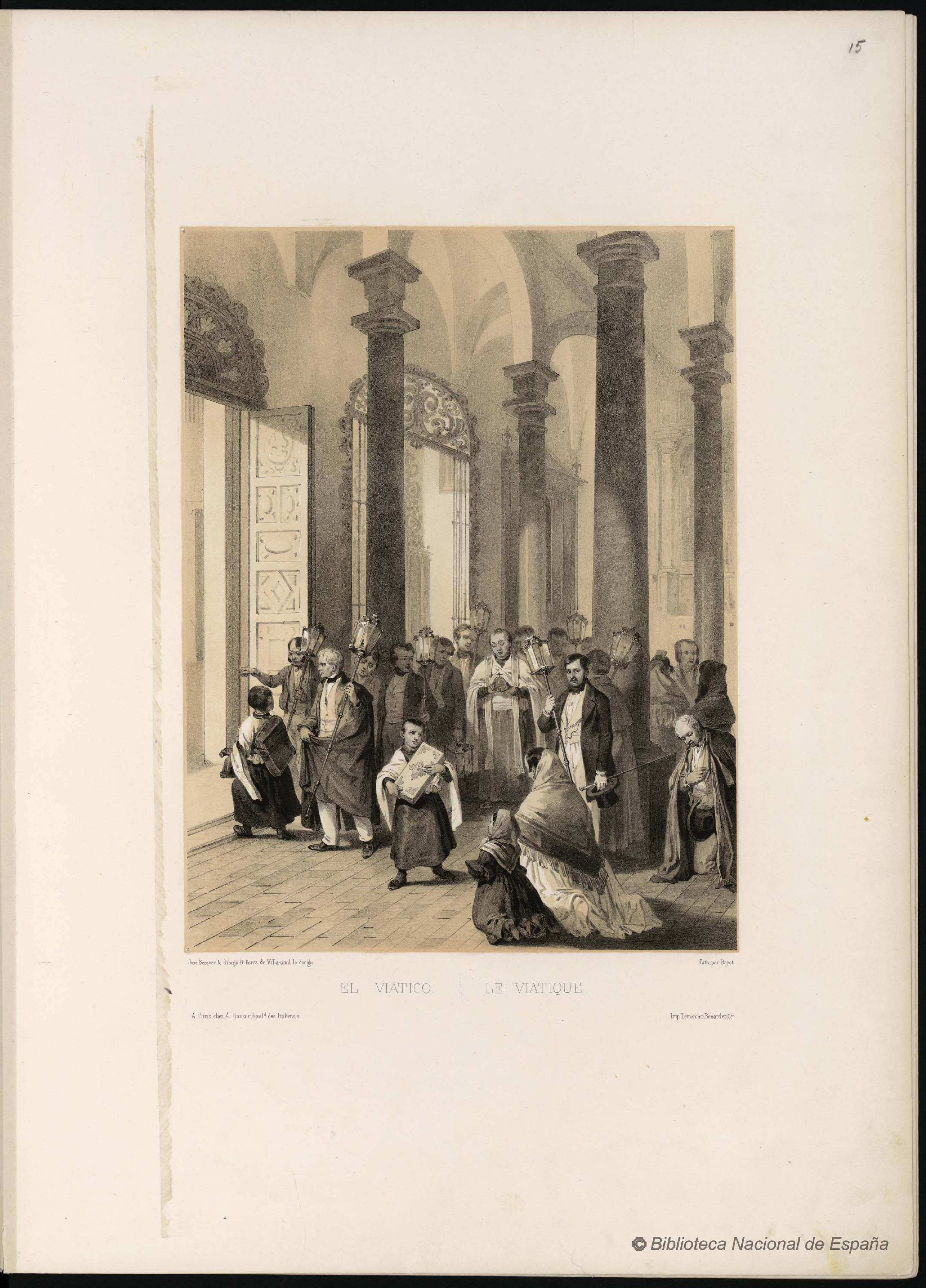
El Viático. Litografía basada en un dibujo de José Domínguez Bécquer. Hacia 1844.

Viático es un término de origen romano, que en la liturgia católica es la administración de la comunión a los moribundos para que los ayude al partir de la vida terrena.
La palabra proviene de la raíz latína “via”: senda o camino, y refiere a los "preparativos del viaje por hacer", como la provista alimenticia y pecuniaria que llevaban los romanos al iniciar algún viaje de cierta importancia. Es el último sacramento de este mundo.
El Catecismo de la Iglesia católica, dice: «[El viatico] Es semilla de vida eterna y poder de resurrección, según las palabras del Señor: "El que come mi carne y bebe mi sangre, tiene vida eterna, y Yo le resucitaré en el último día" (Jn 6,54) "»
El Viático es un sacramento específico para moribundos, aunque para tomarlo es preciso que estén lúcidos. Es distinto a la comunión dada a los enfermos.
Esta costumbre nace en los primeros siglos del cristianismo, donde era muy apreciada. La recomienda el Primer Concilio de Nicea del año 325: “que si alguno saldrá de este mundo, no se le prive del último y más necesario viático”. Ya los primeros cristianos acostumbraban llevar la Comunión a los que iban a morir martirizados.
Al respecto el Concilio Vaticano II indicó que la Unción de enfermos (antes Extremaunción) debía ser administrada luego de la confesión y antes del Viático, si bien conviene distinguir los dos Sacramentos. Para administrar la Unción de enfermos no hace falta que  estén en un peligro de muerte inminente, ya que la Iglesia católica recomienda administrarla a personas mayores y con edad avanzada (75-80 años) pues esta situación, de por sí, ya es un peligro cercano aunque indefinido.
Santo Tomás de Aquino escribe en sus obras sobre teología y sacramentos, que este se llama Viático porque ya «prefigura el gozo de Dios en la Patria definitiva, y nos otorga la posibilidad de llegar allí».
Para llevar el viático a los moribundos, a veces se usaba un recipiente específico llamado portaviático.